# Közhasznú szervezet
Közhasznú szervezetté lehet minősíteni Magyarországon – a nyilvántartásba vétellel egy időben – olyan közhasznú tevékenységet végző szervezetet, amelyik ehhez megfelelő erőforrásokkal rendelkezik és amelyiknek kimutatható társadalmi támogatottsága van. A korábbi kiemelkedően közhasznú jogállás 2011-ben megszűnt.
A formális magyarországi minősítés mellett informálisan közhasznú szervezetről beszélünk, ha a szervezet tevékenysége a közjót, közvetlenül vagy közvetve a tágabb közösség érdekeit szolgálja.

## Törvényi szabályozás
A közhasznúvá nyilvánítás feltételeit az egyesülési jogról, a közhasznú jogállásról, valamint a civil szervezetek működéséről és támogatásáról szóló 2011. évi CLXXV. törvény szabályozza, felváltva ezzel többek között a közhasznú szervezetekről szóló 1997. évi CLVI. törvényt.

## A közhasznú jogállás feltételei

### A minősíthető szervezetek köre
Közhasznúvá minősíthető közhasznú tevékenységet végző
- civil szervezet
- olyan egyéb szervezet, amely számára ezt törvény lehetővé teszi:
  - nonprofit gazdasági társaság → közhasznú nonprofit gazdasági társaság[4]
  - alapítvány → közhasznú alapítvány
  - közalapítvány → közhasznú közalapítvány
  - köztestület, amennyiben a létrehozó törvény ezt megengedi

### Megfelelő erőforrások
Megfelelő erőforrásokkal a szervezet akkor rendelkezik, ha az előző két lezárt üzleti évben az alábbi feltételek közül legalább egy teljesül:
- az átlagos éves bevétele meghaladja az egymillió forintot
- a két év egybeszámított adózott eredménye nem negatív
- a személyi jellegű ráfordításai - a vezető tisztségviselők juttatásainak figyelembevétele nélkül - elérik az összes ráfordítás egynegyedét

### Kimutatható társadalmi támogatottság
Megfelelő társadalmi támogatottsággal a szervezet akkor rendelkezik, ha az előző két lezárt üzleti évben az alábbi feltételek közül legalább egy teljesül:
- a bevételek között az SzJA-felajánlások elérik a két százalékot – a bevételek között nem kell figyelembe venni a jogszabályban szabályozott módon kapott állami, és az EU strukturális alapjaiból vagy kohéziós alapjából kapott támogatást
- a közhasznú tevékenység érdekében felmerült költségek, ráfordítások elérik az összes ráfordítás felét a két év átlagában
- közhasznú tevékenységének ellátását tartósan (két év átlagában) legalább tíz közérdekű önkéntes tevékenységet végző személy segíti a közérdekű önkéntes tevékenységről szóló 2005. évi LXXXVIII. törvénynek megfelelően

### A létesítő okiratra vonatkozó előírások
A közhasznúság megszerzéséhez további feltétel még, hogy a szervezet létesítő okiratának tartalmaznia kell az alábbiakat 
- Milyen közhasznú tevékenységet folytat, ezeket milyen közfeladatokhoz kapcsolódóan végzi, ezen közfeladatok teljesítését mely jogszabályhelyek írják elő, továbbá ha tagsággal rendelkezik, tagjain kívül más is részesülhet a közhasznú szolgáltatásokból.
- Gazdasági-vállalkozási tevékenységet csak közhasznú vagy a létesítő okiratban meghatározott alapcél szerinti tevékenység megvalósítását nem veszélyeztetve végez.
- Gazdálkodása során elért eredményét nem osztja fel, azt a létesítő okiratában meghatározott közhasznú tevékenységére fordítja.
- Közvetlen politikai tevékenységet nem folytat, szervezete pártoktól független és azoknak anyagi támogatást nem nyújt.

### A vezető tisztségviselőre vonatkozó előírás
Vezető tisztségviselőre is találunk feltételt: az a személy, aki korábban olyan közhasznú szervezetnek volt legalább egy évig a vezető tisztségviselője, amely
- jogutód nélkül szűnt meg úgy, hogy az adó- és vámtartozását nem egyenlítette ki
- amellyel szemben jelentős összegű adóhiányt tártak fel
- amelynél üzletlezárást, vagy azt helyettesítő bírságot szabtak ki
- amelynek adószámát felfüggesztették vagy törölték

ezen közhasznú szervezetnek a megszűnését követő három évig nem lehet más közhasznú szervezetnek a vezető tisztségviselője. Erről nyilatkozni kell a közhasznúság kérelmezésekor.